# 劉煕
劉 煕（りゅう き）は、五胡十六国時代の前趙の最後の皇太子。字は義光。第5代皇帝の劉曜の三男。母は羊献容。西晋の清河公主の同母異父弟。

## 生涯
318年10月、父の即位に伴い皇太子となった。本来は次男の劉胤が後継ぎであったが、靳準の乱で行方不明となっていたために、代わって劉煕が立てられたのであった。323年に亡命していた劉胤が帰って来ると、劉曜は涙を流して喜んだ。劉胤には風格が有り才知は突出していたことから、劉曜は劉胤を重んじ、朝臣も同じく期待を寄せた。劉曜は群臣を集めると、劉煕を廃して劉胤を新たに皇太子に立てるつもりであると語り、皆に意見を求めた。太傅呼延晏らは皆賛成したが、左光禄大夫卜泰・太子太保韓広はこれに猛反対し、命を懸けて諫めた。さらに、劉胤は劉曜の御前で涙を流し、自らを劉煕の補佐に回してもらうよう訴えた。また劉煕は劉曜の寵愛していた羊献容が産んだ子であったので、劉曜は次第に廃するのに忍びなくなり、結局廃立は取り止めとなった。ただし劉煕には、劉胤に対して家人の礼（家族の中での序列を重んじる事）を尽くすよう命じた。
328年12月、洛陽攻略中の劉曜が後趙の将軍石堪の急襲を受け大敗した。劉曜は石堪の兵に捕まり、石勒の下へと護送され、しばらくした後に殺害された。329年1月、劉曜が捕まった事を知った劉煕は衝撃を受け、劉胤・劉咸らと共に協議し、西の秦州へ遷都することを決めた。尚書胡勲はこれに反対したが、劉胤は怒って斬り殺してしまった。そして、劉煕らは百官を率いて上邽へと撤退し、劉厚・劉策は守備を放棄して逃亡した。これにより、関中は騒乱に陥った。将軍の蒋英と辛恕は、兵数10万を擁して長安に拠ると、使者を派遣して石勒を招き入れようとした。石勒は、石生に洛陽の兵を与え、長安に向かわせた。
8月、劉胤と劉遵が兵数万を率いて石生の守る長安を攻撃すると、石勒は、石虎に騎兵2万を与え、劉胤を迎え撃たせた。9月、劉胤は石虎軍に破れて上邽へと敗走すると、石虎は勝利に乗じて追撃を掛け、上邽を攻め落とした。屍は1000里に渡って転がり、劉煕・劉胤を始め、将王公卿校以下3000人余りが生け捕られ、石虎に皆殺しにされた。石虎は、台省の文武官・関東の流民・秦雍の豪族9000人余りを襄国へと移し、王公と5郡の屠各5000人余りを、洛陽で生き埋めにした。ここに前趙は前身の漢の建国から26年目に滅亡した。

## 宗室

### 父母
- 父：趙皇帝（劉曜）
- 母：献文皇后（羊献容）